# Branko Kraljević
Branko Kraljević (Kaštel Novi, 10. studenog 1939. – 8. studenog 2015.), hrvatski nogometaš.
Jedan je od slavne generacije igrača RNK Split, koja je igrala krajem 50-ih i početkom 60-ih godina prošlog stoljeća. Karijeru je započeo u "Splitu", te se razvio u ubojitog napadača. Za prvu momčad svojega kluba nastupio je 1958. protiv sarajevskog Željezničara. Od 1959. "Kuso" je standardni prvotimac. Dvojac Kraljević - Gulin bio je poznat širom bivše države, naročito u prvoligaškoj Splitovoj sezoni 1960/61. 

Ispadanjem Splita iz prve lige, a godinu potom i iz Druge lige Branko Kraljević odlazi u Hajduk. Bio je jedan od rijetkih splićana koji su bili prvotimci i Splita i Hajduka.
Poslije dvogodišnjeg igranja u Hajduku, nastupa jednu polusezonu za zagrebačku Trešnjevku (jesen 1964/65.). Igrao je i u Americi, a nogometnu karijeru završio je u svom matičnom klubu "Splitu".
Statistika u Hajduku
| Natjecanje        | Nastupi | Zgoditci |
| ----------------- | ------- | -------- |
| Prvenstvo         | 22      | 3        |
| Kup               | 4       | 2        |
| Superkup          | 0       | 0        |
| Međunarodne       | 4       | 2        |
| Splitski podsavez | 0       | 0        |
| Ukupno            | 30      | 7        |
| Prijateljske      | 37      | 9        |
| Sveukupno         | 67      | 16       |